# Asseria
Asseria je rimski municipij koji je nastao na liburnskoj gradini, na mjestu današnjega Podgrađa kod Benkovca.
Ovdje je na prostoru liburnske gradine u rimsko doba bio podignut municipij Asseria. U središtu naselja bio je forum s kapitolijem, koji je imao originalan smještaj i rješenja (podignut na rubu starih zidina, primjer je urbanizirane prapovijesne gradine, kula na istočnoj strani), a otkrivene su i gradske kuće. U glavna gradska vrata uklopljen je početkom II. st. Trajanov slavoluk. U Asseriji je djelovala radionica jedinstvenih nadgrobnih spomenika - liburnskih cipusa.